# أرماندو مانزانيرو
أرماندو مانزانيرو كانشي (بالإسبانية: Armando Manzanero Canché) ويعرف اختصارا باسم أرماندو مانزانيرو (بالإسبانية: Armando Manzanero) (7 ديسمبر 1935 بماردة، يوكاتان، المكسيك)، هو مغني، ملحن، منتج أغاني وممثل مكسيكي ينتمي إلى شعب المايا. ويعتبر أول ملحن مكسيكي روماني في فترة ما بعد الحرب، ومن أنجح الملحنين في أمريكا اللاتينية. حصل على جائزة غرامي لإنجاز العمر في الولايات المتحدة سنة 2004.

## حياته

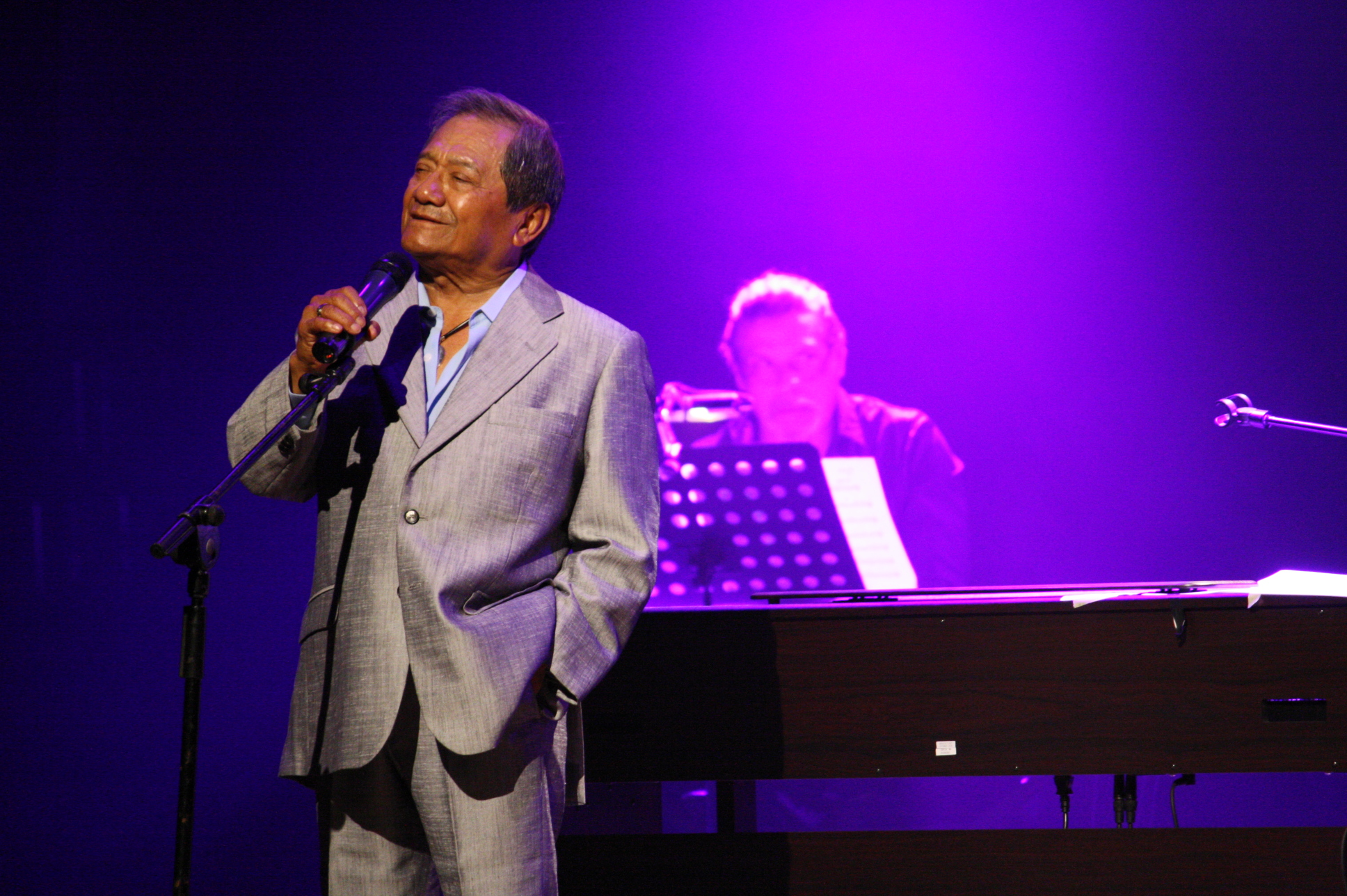
أرماندو مانزانيرو أثناء مهرجان بثيخين، إسبانيا في سبتمبر 2010.

في 1950، وعندما كان عمره 15 عاما، لحن أول نغمة باسم لا شيء في العالم (بالإسبانية: Nunca en el Mundo)، والتي تملك أكثر من 20 نسخة بلغات مختلفة. وبعدها بسنة بدأ حياته المهنية كعازف بيانو.
في 1957، تعاقد مع شركة إيمي كمدير موسيقي. بعد سنة أصبح عازف البيانو لكثير من فناني أمريكا اللاتينية.
في 1959، حثه المدير التنفيذي لشركة تسجيلات آر سي إيه لتسجيل أول ألبوم من أغاني حب، والذي سماه ب تسجيلي الأول (بالإسبانية: Mi Primera Grabación).
في 1965، أحرز المركز الأول في مهرجان الأغنية (Festival de la Canción) في ميامي بأغنيته عندما أكون معك (بالإسبانية: Cuando Estoy Contigo).
في 1993، قدمت له مجلة بيلبورد جائزة تقديرا لحياته المهنية الناجحة.
في 2011، أصبح رئيس المجلس الوطني المكسيكي للكُتَّاب والملحنين (Asociación Nacional de Autores y Compositores).

## ديسكوغرافيا
- 2002: أفضل الأفضل (بالإسبانية: Lo Mejor de lo Mejor)
- 2005: الأساسيات (بالإسبانية: Lo Esencial)
- 2006: من أ إلى ي (بالإسبانية: De la A a la Z)
- 2008: نساء مانزانيرو (بالإسبانية: Las mujeres de Manzanero)
- 2009: مرتبطة (بالإسبانية: Amarrados)